# Erythrina zeyheri
Erythrina zeyheri är en ärtväxtart som beskrevs av William Henry Harvey. Erythrina zeyheri ingår i släktet Erythrina och familjen ärtväxter. Inga underarter finns listade i Catalogue of Life.

## Bildgalleri

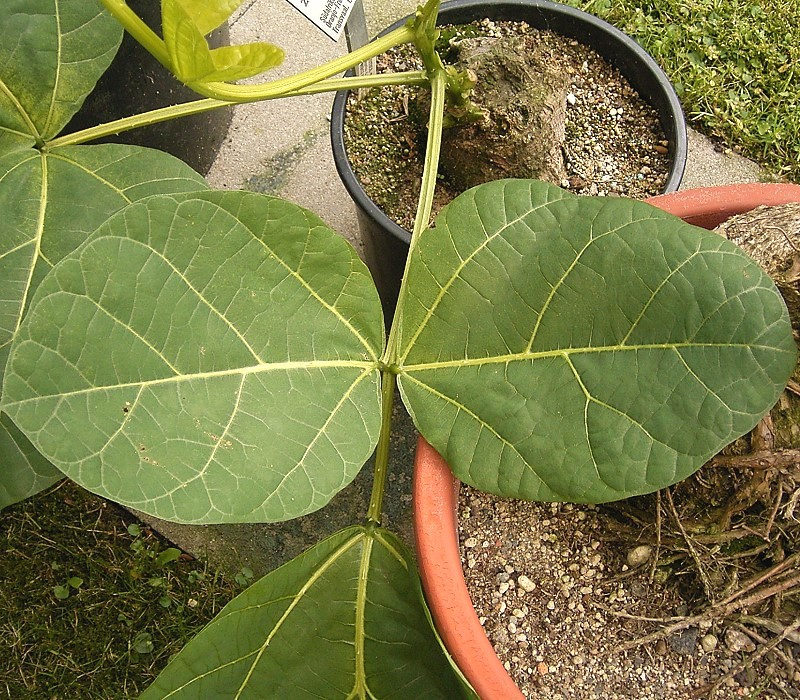
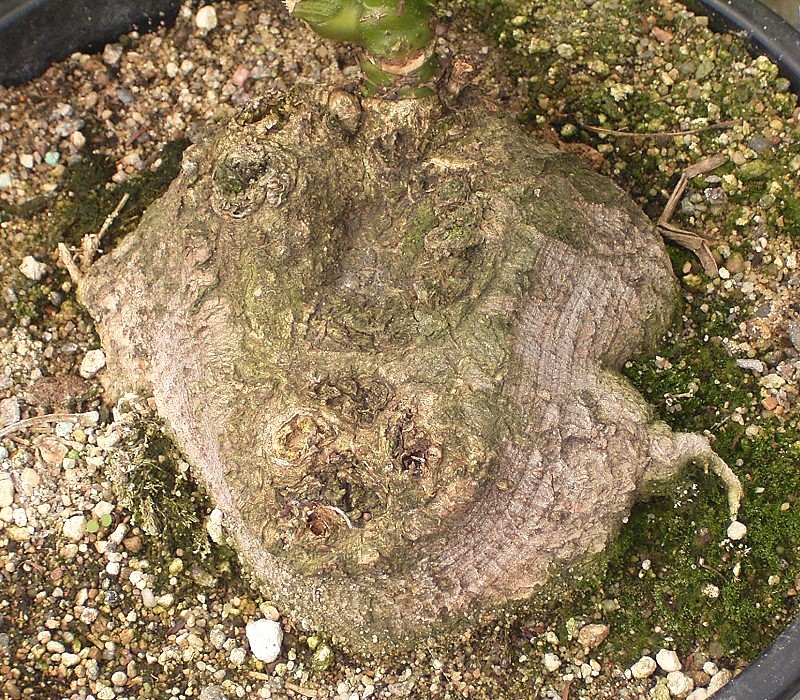
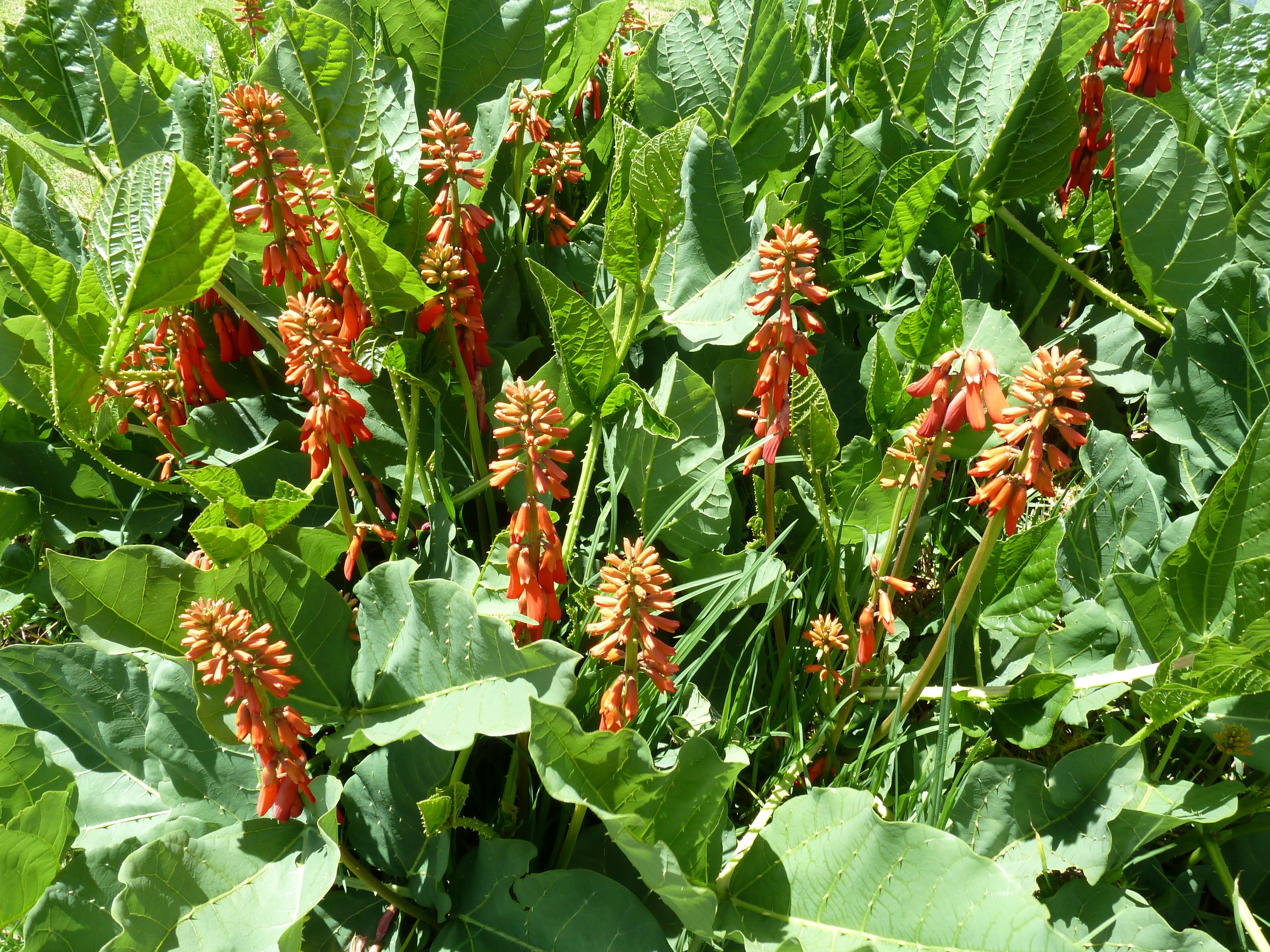
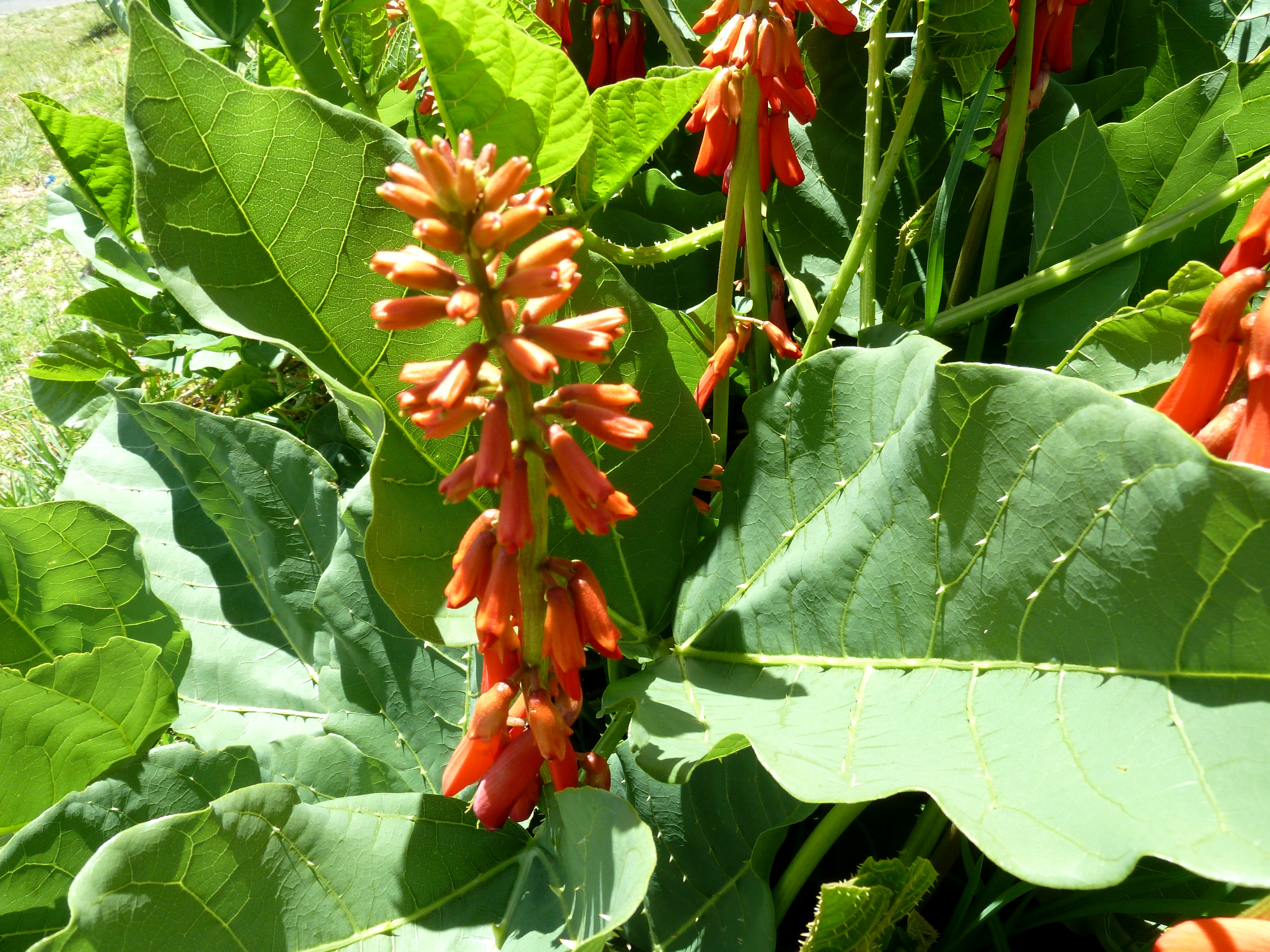